# Шорем (Нью-Йорк)
Шорем (англ. Shoreham) — селище (англ. village) в США, в окрузі Саффолк штату Нью-Йорк. Населення — 561 особа (2020).

## Географія
Шорем розташований за координатами 40°57′25″ пн. ш. 72°54′26″ зх. д. / 40.95694° пн. ш. 72.90722° зх. д. (40.957065, -72.907106).  За даними Бюро перепису населення США в 2010 році селище мало площу 1,16 км², уся площа — суходіл.

## Демографія
Згідно з переписом 2010 року, у селищі мешкала 531 особа в 192 домогосподарствах у складі 156 родин. Густота населення становила 457 осіб/км².  Було 229 помешкань (197/км²).
Расовий склад населення:
| - 95,1 % — білих - 3,0 % — азіатів - 1,3 % — чорних або афроамериканців |

До двох чи більше рас належало 0,6 %. Частка іспаномовних становила 2,8 % від усіх жителів.
За віковим діапазоном населення розподілялося таким чином: 23,7 % — особи молодші 18 років, 57,7 % — особи у віці 18—64 років, 18,6 % — особи у віці 65 років та старші. Медіана віку мешканця становила 46,3 року. На 100 осіб жіночої статі у селищі припадало 101,1 чоловіків;  на 100 жінок у віці від 18 років та старших — 95,7 чоловіків також старших 18 років.
Середній дохід на одне домашнє господарство  становив 184 483 долари США (медіана — 143 929), а середній дохід на одну сім'ю — 197 728 доларів (медіана — 160 000). Медіана доходів становила 106 500 доларів для чоловіків та 103 173 долари для жінок. За межею бідності перебувало 1,2 % осіб, у тому числі 0,0 % дітей у віці до 18 років та 2,9 % осіб у віці 65 років та старших.
Цивільне працевлаштоване населення становило 206 осіб. Основні галузі зайнятості: освіта, охорона здоров'я та соціальна допомога — 30,6 %, науковці, спеціалісти, менеджери — 28,2 %, фінанси, страхування та нерухомість — 13,1 %, роздрібна торгівля — 7,8 %.